# Павел Пушкар
Павел Пушкар (чеш. Pavel Puškár; Мост, 19. април 1965) је возач боба и репрезентативац Чехословачке, а потом и Чешке, који се такмичи од 1992. године. Четири пута је учествовао на Зимским олимпијским игре, а најбољи реултат му је осмо место у бобу двоседу на Зимским олимпијским играма 1998. у Нагану.
Најбољи резултат на Светским првенствима у бобу Пушкар је постигао освојивши 26. место у бобу двоседу на Светском првенству 2005. у Калгарију.